# تورس نواس
تورس نواس (پرتغالی: Torres Novas) نام یکی از شهرهای کشور پرتغال است.
معنی نام آن «سرزمین نو» است.